# Habsburg–Tescheni Mária Terézia nápoly–szicíliai királyné
Mária Terézia Izabella (németül: Maria Theresia Isabella, olaszul: Maria Teresa Isabella; Bécs, Osztrák Császárság, 1816. július 31. – Albano Laziale, Olasz Királyság, 1867. augusztus 8.), a Habsburg–Lotaringiai-ház tescheni ágából származó osztrák főhercegnő, aki II. Ferdinánd nápoly–szicíliai király második feleségeként Nápoly és Szicília kettős királynéja 1837 és 1859 között.
A főhercegnő volt Károly Lajos tescheni herceg és Nassau–Weilburgi Henrietta Alexandrina legidősebb leánya, II. Lipót német-római császár unokája.

## Élete

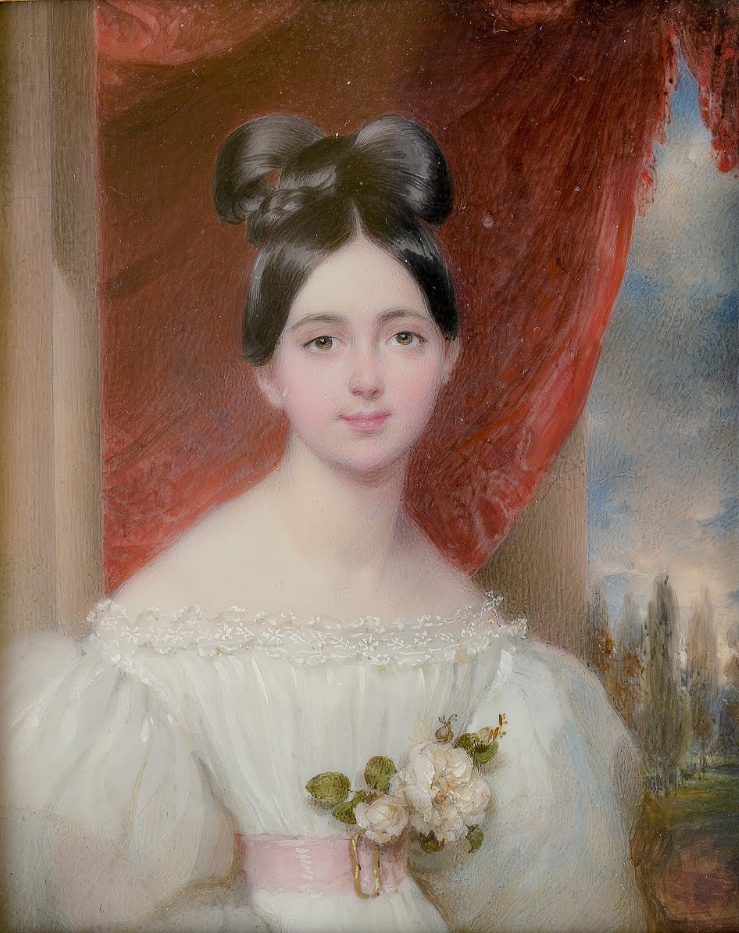
Az ifjú Mária Terézia királyné Moritz Michael Daffinger festményén 1837 körül

A Habsburg–Lotaringiai-ház egyik oldalágának, az úgynevezett „hadvezérek ágának” tagjaként született. Édesapja Károly Lajos főherceg, császári tábornagy volt, a napóleoni háborúk jelentős osztrák hadszervezője, aki a testcheni hercegi címet viselte. Apai nagyszülei II. Lipót német-római császár és Mária Ludovika, III. Károly spanyol király leánya voltak. Mária Terézia édesanyja, Henrietta Alexandrina hercegnő a Nassau-ház oldalágából származott, Frigyes Vilmos nassau–weilburgi herceg egyetlen leánygyermeke volt.
A főhercegnő volt szülei hét gyermeke közül az első, a legidősebb leánygyermek. Felnőttkort megért testvérei között van Albert Frigyes, Károly Ferdinánd, Frigyes Ferdinánd és Vilmos főhercegek, akik mind az osztrák haderő különböző magas rangú tagjai voltak. Egyetlen leánytestvére Mária Karolina főhercegnő volt.
1837. január 9-én, Bécsben kötöttek házasságot a Bourbon-házból való II. Ferdinánd nápoly–szicíliai királlyal. A főhercegnő húsz, a vőlegény huszonhét éves volt. Két Szicília Királyságának élén Mária Terézia nem felelt meg az uralkodói elvárásoknak: nem kedvelte a nyilvános szerepléseket és az udvari életet, sokkal inkább gyermekeivel visszahúzódva töltötte idejét. Férje első, Savoyai Mária Krisztinával való házasságából származó mostohafiával, Ferenc trónörökössel is jó kapcsolatban állt. Mária Terézia királynét érdekelte a politika: férje tanácsadójaként tevékenykedett. Hitvese, Ferdinánd király 1859-ben bekövetkezett halála után mostohafia, II. Ferenc király mellett is tanácsadói szerepben tűnt fel.
1860 szeptemberében, amikor Garibaldi felkelő csapatai elfoglalták Nápolyt, a királyi család a tengeren át elmenekült Róma felé. 1861-ben létrejött az egységes Olasz Királyság. A nápoly–szicíliai királyi család tagjai Ausztriában, Franciaországban és Olaszországban éltek egyfajta „vándoréletet”. Mária Terézia özvegy királyné végül 1867. augusztus 8-án hunyt el az olaszországi Albanóban, ötvenegy éves korában.

## Gyermekei
Házasságából összesen tizenkét gyermek született:
- Lajos, Tarin grófja (1838. augusztus 1. – 1886. június 8.), születésétől fogva Két Szicília Királyságának uralkodói trónjának második helyét foglalta el. Lajos Bajorországi Matildát, Miksa József bajor herceg leányát, Erzsébet császárné és királyné húgát vette feleségül. Egy leánya született.
- Albert, Castro-Giovanni grófja (1839. szeptember 17. – 1844. július 12.), kisgyermekként elhunyt.
- Alfonz, Caserta grófja (1841. március 28. – 1934. május 26.). 1868-ban vette feleségül első-unokatestvérét, Mária Antónia nápoly–szicíliai királyi hercegnőt, Ferenc di Paola, Trapani grófjának leányát. Számos gyermekük született, a Bourbonok nápoly–szicíliai ágának jelenlegi vonala tőlük származik.
- Mária Annunciáta osztrák főhercegné (1843. március 24. – 1871. május 4.), feleségül ment Károly Lajos osztrák főherceghez, akitől négy gyermeke származott, köztük a később merénylet áldozata lett Ferenc Ferdinánd trónörökös, valamint az ő unokája volt I. Károly osztrák császár és magyar király is.
- Mária Immakuláta osztrák főhercegné (1844. április 14. – 1899. február 18.), hozzáment a Habsburg–Toscanai ágból származó Károly Szalvátor főherceghez. Tíz gyermekük közül öten érték meg a felnőttkort. Ma is élnek leszármazottaik.
- Kajetán, Girgenti grófja (1846. január 12. – 1871. november 26.). Izabella asztúriai hercegnőt, II. Izabella spanyol királynő legidősebb leányát vette feleségül. Három évvel házasságuk megkötését követően öngyilkosságot követett el. Nem születtek gyermekei.
- József, Lucero grófja (1848. március 4. – 1851. szeptember 28.), kisgyermekként meghalt.
- Mária Pia parmai hercegné (1849. augusztus 21. – 1882. szeptember 29.). 1869-ben kötött házasságot I. Róbert parmai herceggel. Összesen tizenkét gyermeke született. Ma is élnek leszármazottaik.
- Vincent, Melazzo grófja (1851. április 26. – 1854. október 13.), kisgyermekként elhunyt.
- Paszkál, Bari grófja (1852. szeptember 15. – 1904. december 21.), morganatikus házasságot kötött Blanche de Marconnay-val. Nem születtek gyermekeik.
- Mária Lujza, Bardi grófnéja (1855. január 21. – 1874. február 23.). 1873-ban kötött házasságot Henrik Bourbon–parmai herceggel. Nem születtek gyermekeik.
- Gennaro, Caltagirone grófja (1857. február 28. – 1867. augusztus 13.), kisgyermekként elhunyt.

## Külső hivatkozások
- Leszármazottak (Károly főhercegnek, Teschen hercegének utódai).
- Életrajzi és családi adatok (ThePeerage).

| Ausztriai Mária Terézia Habsburg–Lotaringiai-ház, tescheni ág Született: 1816. július 31. Elhunyt: 1867. augusztus 8. |                                                               |                                     |
| |                                                               |                                     |
| Előző Savoyai Mária Krisztina                                                                                         | Nápoly–Szicília királynéja 1837. január 27. – 1859. május 22. | Következő Bajorországi Mária Zsófia |